# A Descent into the Maelström

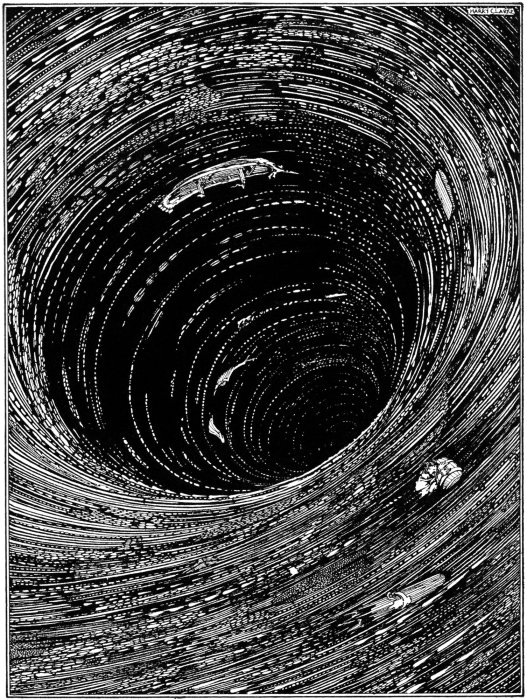
Illustration von Harry Clarke zu Hinab in den Mahlstrom, erschienen in Poes Tales of Mystery and Imagination, 1919

A Descent into the Maelström (deutsche Titel u. a. Eine Fahrt in den Maelstrom, Im Strudel des Malstroms oder Ein Sturz in den Malstrøm) ist eine Kurzgeschichte des amerikanischen Schriftstellers Edgar Allan Poe aus dem Jahre 1841 (erschienen im Graham’s Magazine), in der ein alter Mann wiedergibt, wie er aus einem Schiffswrack und einem Wasserstrudel entkam. Das Werk gilt als frühe Form der Science-Fiction. Eine Übertragung ins Deutsche von Alfred Mürenberg erschien unter dem Titel Eine Fahrt in den Maelstrom vermutlich erstmals 1881 in der Sammlung Seltsame Geschichten im Stuttgarter Spemann Verlag.

## Inhalt
Der Ich-Erzähler erfährt auf einer Tour durch die Berge entlang der Küste Norwegens in der Provinz Nordland, genauer gesagt im Distrikt Lofoten, die Geschichte seines einheimischen Reiseführers, eines alten Mannes, der drei Jahre zuvor mit seinen Brüdern auf ihrem Boot in den Maelström geriet.
Der Ich-Erzähler, verängstigt durch den dichten Nebel, der sie umgibt, sowie die tosende See, wagt es kaum entlang der Klippen hinunter zu den kleinen Inseln zu blicken, auf die der alte Mann deutet. Das Spektakel des Wassers ist einzigartig: Wird die See binnen Minuten immer rauer, kann sie genauso gut wieder still werden. Doch die Stille des Wassers ist nur Schein: Die zuerst nur kleinen Strudel verbinden sich zu einem gewaltigen Wasserstrudel, dessen Kreis schließlich einen Durchmesser von einer Meile annimmt. Ein breiter Gürtel aus Schaum umrandet diesen Trichter, dessen Innenwand aus einer glatten, kohleschwarzen Wassermauer besteht. Aus dem Strudel nimmt der Erzähler kreischende und heulende Töne wahr, die das Wasser von sich gibt. Dieser Strudel ist der große Strudel des Maelström, auch Moskenstraumen genannt. Als der Erzähler dieses Naturschauspiel erblickt, erinnert er sich an eine Beschreibung dessen von dem norwegischen Schriftsteller Jonas Ramus, die allerdings kaum das wiedergibt, was sich tatsächlich im Meer abspielt. Er erinnert sich auch daran, dass Annahmen darüber bestünden, dass in der Mitte des Strudels ein Durchbruch sei, der die Erde durchbohre und der an einer anderen Stelle (vermutlich Bottnischer Meerbusen), ende.
Der alte Mann erzählt seinem Begleiter, welch ungeheure Kraft der Maelström entwickelt und welche Ängste er verspürte, als sein Boot samt Mannschaft in den Trichter geriet. Für ihn erstaunlich, fühlte er sich im Trichter ruhiger als zuvor. Begierig nahm er alle Begebenheiten im Trichter wahr, zum Beispiel Bruchstücke anderer verunglückter Schiffe. Da erinnerte er sich an Strandgut, das der Maelström an die Küste gespült hat, und er berichtet, dass er da die Hoffnung hegte, dem gefährlichen Strom lebend zu entrinnen. Durch weitere Beobachtungen bemerkte er, dass größere Gegenstände schneller den Grund des Trichters erreichten als andere. Darüber hinaus taten es ihnen kugelförmige Gegenstände und Fässer gleich. So beschloss er, sich in ein Fass, an welches er sich klammerte, zu setzen und dieses von allen Befestigungen loszureißen. So konnte er tatsächlich lebend dem Maelström entrinnen, seine Brüder jedoch fanden in den Tiefen ihren Tod.
Der alte Mann erklärt dem eigentlichen Ich-Erzähler, dass sein Haar, welches zuvor rabenschwarz war, durch das Unglück im Maelström weiß wurde. Niemand glaubt seine Geschichte und er geht davon aus, dass auch der Erzähler ihm keinen Glauben schenkt.

## Themen und Motive

### Macht der Natur
Die Macht der Natur wird nicht nur in der Erzählung des alten Mannes, sondern auch in der Rahmenhandlung, der Bergtour, deutlich. Das Meer entwickelt unglaubliche Kräfte und reißt alles mit sich, was es erlangt. Auch die Unberechenbarkeit der Natur kommt hier zum Ausdruck: binnen Minuten kann ein ungeheurer Sturm aufziehen, obwohl zuvor nichts den Anschein machte. Der Mensch ist im Kampf Mensch gegen Natur der unterlegene Part.

### Überlebenskampf
Als der alte Mann und seine Brüder bereits im Trichter sind, beginnt der richtige Kampf ums Überleben für sie: je tiefer sie in den Trichter gelangen, desto mehr schwinden die Hoffnungen des Überlebens. Der alte Mann, sich an einem Ring am Boot festklammernd, wird von seinem Bruder, der zuvor ein Fass umklammerte, weggestoßen, da dieser glaubte, dort bessere Überlebenschancen zu haben. Der alte Mann gab nach und konnte im Prinzip so sein eigenes Leben retten. In solchen mit Angst erfüllten Momenten gerät die Liebe zueinander in Vergessenheit und ein jeder kämpft um sein eigenes Überleben.

### Religion
Auch religiöse Aspekte lassen sich in Poes Hinab in den Maelström wiederfinden: so kann beispielsweise das Tosen des Meeres als Ausdruck von Gottes Zorn darüber verstanden werden, dass die Menschen leichtsinnig mit ihrem Leben umgehen und sich in große Gefahren begeben.

## Bezüge in literarischen Werken
1970 bezog sich der tschechische Schriftsteller Ludvík Vaculík in seinem Roman Die Meerschweinchen (im Original Morčata) auf Hinab in den Maelström, ebenso wie auf eine weitere Kurzgeschichte Poes mit dem Titel Die Schwarze Katze. In Kurt Vonneguts Player Piano sagt Paul Proteus zu sich selbst „Hinab in den Maelström“, als er dem Willen seiner Frau unterliegt.
In dem Buch S. (Originalausgabe 2014, deutsche Ausgabe 2015) von Doug Dorst und J.J. Abrams wird ein Charakter namens „Mahlstrom“ in Verbindung mit dieser Geschichte gebracht (S. 42 der deutschen Ausgabe).

## Deutsche Übersetzungen (Auswahl)
- 1855: Adolf Strodtmann: Eine Hinabwirbelung in den Maalstrom. In: Deutsche Monats-Hefte. Dezember 1855, New York.
- ca. 1890: Alfred Mürenberg: Eine Fahrt in den Maelstrom. Spemann, Stuttgart.
- 1896: unbekannter Übersetzer: Im Malström. Hendel, Halle/S.
- um 1900: Johanna Möllenhoff: Der Maelstrom. Reclams Universal-Bibliothek, Leipzig.
- 1901: Hedda Moeller und Hedwig Lachmann: Im Strudel des Malstroms. J.C.C. Bruns, Minden.
- 1912: unbekannter Übersetzer: Der Maelstrom. Kiepenheuer, Weimar.
- 1922: M. Bretschneider: Der Malstrom. Rösl & Cie. Verlag, München.
- 1922: Gisela Etzel: Hinab in den Maelström. Propyläen, München
- 1923: Wilhelm Cremer: In der Tiefe des Maelstroms. Verlag der Schiller-Buchhandlung, Berlin.
- ca. 1925: Bernhard Bernson: Im Maelstrom. Josef Singer Verlag, Straßburg.
- 1925: Stefan Hofer: In den Fluten des Maëlström. Interterritorialer Verlag „Renaissance“, Wien
- 1925: unbekannter Übersetzer: In der Tiefe des Maelstroms. Mieth, Berlin.
- ca. 1930: Fanny Fitting: Der Sturz in den Malstrom. Fikentscher, Leipzig.
- 1947: Wolf Durian: Hinab in den Malström. Ullstein, Wien
- 1953: Günther Steinig: Hinab in den Maelström. Dietrich’sche Verlagsbuchhandlung, Leipzig.
- 1955: Arthur Seiffart: Der Sturz in den Malstrom. Tauchnitz Verlag, Stuttgart.
- 1966: Hans Wollschläger: Ein Sturz in den Malstrom. Walter Verlag, Freiburg i. Br.
- 2009: Jörg W. Rademacher: Eine Fahrt hinab zum Mahlstrom. A Descent into the Maelström. Une descente dans la Maelström. Holzschnitte von Jochen Stücke. WVT, Trier, ISBN 978-3-86821-127-6
- 2017: Andreas Nohl: Ein Sturz in den Malstrøm. dtv, München, ISBN 978-3-423-28118-8.
- 2024: Jörg W. Rademacher: Eine Fahrt hinab zum Malstrom - A Descent into the Maelström. Farbige Collagen von Ulrich Hoepfner. Elsinor, Coesfeld, ISBN 978-3-93948376-2
- 2025: Günter Plessow: Ein Abstieg in den Maelstrom, übersetzt & zweisprachig herausgegeben von Günter Plessow. Engeler Verlage, Schupfart 2025, ISBN 978-3-907369-51-7.

## Hörspiele
- Die Hörspielserie Edgar Allan Poe erscheint seit 2003 im Lübbe Audio Verlag. Die Hauptfigur wird von Albträumen heimgesucht, die auf Geschichten Poes basieren. Folge 5 der Reihe nimmt Bezug auf Hinab in den Maelström, dort veröffentlicht als Sturz in den Mahlstrom. Gesprochen werden die Hörspiele unter anderem von Ulrich Pleitgen und Iris Berben.
- Hinab in den Maelström. Aus dem amerikanischen Englisch von Gisela Etzel. Realisation: Martin Auer. Mit Christian Brückner und dem Martin Auer Quintett[2]. Autorenproduktion im Auftrag des hr und Argon Verlag, Berlin 2023 (74 Min.; online auf hr2.de)